# Брындин, Анатолий Константинович
Брындин Анатолий Константинович — скульптор-монументалист, заслуженный художник Чувашской АССР (1988), народный художник Чувашской Республики (2021), член Союза художников России (1984). Награждён медалью ордена «За заслуги перед Чувашской Республикой».
Родился 6 августа 1941 года в г. Куйбышев Татарской АССР (с 1991 г. Болгар, Республики Татарстан). Окончил Чебоксарское художественное училище (1961), отделение архитектурно-декоративной скульптуры Ленинградского Высшего художественно-промышленного училища им. В.И. Мухиной (1967). Художник Дома политпросвещения (1961–1962), скульптор Художественного фонда РСФСР (1968–1993). Основные произведения: «Сеспель» (1969), памятник павшим воинам в с. Янгорчино Вурнарского района (1969–1974, совместно с А.И. Ивановым), «Конница» (Музей В.И. Чапаева в Чебоксарах, 1972–1974, совместно с В.П. Черепановым), мемориальные доски Б.А. Алексееву (1979) и Я.Г. Ухсаю (1989) в Чебоксарах, памятник И.С. Семёнову в Новочебоксарске (1985), «Памятный знак лётчику-космонавту СССР, дважды Герою Советского Союза А.Г. Николаеву» (1987), памятник Ф.Э. Дзержинскому (1987), надгробный памятник М.С. Спиридонову в Чебоксарах. Основатель и руководитель фирмы ООО «Монумент» (с 1993, с 2009 ЗАО «Центр современной полиграфии «Типография Брындиных»).  
Юрий Викторов: «Творчество скульптора-монументалиста яркой страницей вошло в историю чувашской художественной культуры последней трети XX столетия».
Скульптор-монументалист.